# Petrov nad Desnou
Petrov nad Desnou (do 1955 Petrovice nad Desnou, niem. Petersdorf an der Tess) – miejscowość i gmina (obec) w Czechach, w kraju ołomunieckim, w powiecie Šumperk. W 2022 roku liczyła 1230 mieszkańców.
Leży na Morawach, nad rzeką Desną. W latach 1980–2009 Petrov nad Desnou był częścią gminy Sobotín, a od 1 stycznia 2010 tworzy samodzielną gminę. Pierwsze wzmianki o Petrovie pochodzą z XIV wieku. W XVII wieku wybudowano w nim dwa ratusze, a w 1519 kościół św. Magdaleny, który spłonął w 1904. W XVII wieku doszło tutaj do procesów czarownic.